# Сеабра, Зита
Зи́та Мари́я ди Сеабра Розейру (порт. Zita Maria de Seabra Roseiro; Санта-Круш (Коимбра), 25 мая 1949) — португальская политическая деятельница и журналистка. Бывшая активистка компартии, участница подпольной борьбы. Выступала за идеологическое реформирование ПКП. На рубеже 1980—1990-х порвала с ПКП и перешла на антикоммунистические либеральные позиции. Состоит в Социал-демократической партии. Являлась депутатом португальского парламента от ПКП и СДП.

## Коммунистическая активистка
Родилась в семье инженера. В 17-летнем возрасте примкнула к Португальской компартии. В течение восьми лет, до 1974 года, пребывала на нелегальном положении, была активисткой коммунистического подполья.
После Революции гвоздик возглавляла Коммунистический союз студентов. В 1980—1987 годах — депутат Ассамблеи республики от ПКП. В качестве парламентария специализировалась на обеспечении прав женщин, представляла законопроект о разрешении абортов. Также участвовала в создании Партии зелёных, ставшей младшим партнёром коммунистов. На X съезде ПКП в 1983 году была избрана членом высшего органа партии — Политкомиссии ЦК.
Была замужем за Карлушем Бриту — видным деятелем ПКП, председателем коммунистической фракции парламента, кандидатом в президенты на выборах 1980.

## Разрыв с компартией
Во второй половине 1980-х, под влиянием советской перестройки, Зита Сеабра стала выступать за идеологическое обновление и реформирование ПКП. Это вызвало недовольство сталинистского большинства компартии. В 1988 году Сеабра была выведена из состава ЦК. В том же году она опубликовала книгу O Nome das Coisas: reflexão em tempo de mudança — Имя вещей: размышления во времена перемен — в которой изложила свои «перестроечные» взгляды и выступила против партийного догматизма. Работа переиздавалась семь раз.
В 1989 году Зита Сеабра в качестве московского корреспондента либеральной газеты Expresso освещала выборы народных депутатов и I Съезд народных депутатов СССР. В её публикациях отмечалось резкое расхождение реальной жизни в СССР с коммунистической мифологией «рабочего государства».
Эти выступления шли полностью вразрез с ортодоксальной позицией ПКП. В 1990 году Зита Сеабра была исключена из компартии.

## Антикоммунистический курс
После исключения из ПКП Зита Сеабра вступила в либеральную Социал-демократическую партию. Выступает с жёстко антикоммунистических позиций, резко критикует как традиционную ПКП времён Куньяла, так и нынешнюю левую коалицию. В этом ракурсе занимается историческими исследованиями, в частности, событий Жаркого лета и ангольского Мятежа «фракционеров» (в молодости Зита Сеабра тесно сотрудничала с Ситой Валлиш).
На парламентских выборах 2005 Зита Сеабра была избрана депутатом парламента от СДП. В 2007—2009 являлась вице-председателем парламентской фракции и одним из заместителей председателя СДП. Призывает твёрдо противостоять требованиям левых партий и профсоюзов.
В то же время Зита Сеабра осталась на прежних позиций в вопросах, которые касаются прав женщин. Отстаивает, в частности, право на аборты. Выражает обеспокоенность мусульманским проникновением — «размыванием иудеохристианских культурных корней Европы».

## Деятель культуры
В 1993 году Зита Сеабра возглавила Португальский институт кино. В 1997—2001 годах курировала вопросы культуры в муниципалитете Вила-Франка-ди-Шира. Была директором издательства Bertrand. Руководит издательством Aletheia.
В 2008 году Зита Сеабра поддержала Обращение в защиту португальского языка, против орфографической реформы. (Среди других подписавших обращение — Эдуарду Лоренсу и Вашку Граса Моура.)
В 2007 Зита Сеабра опубликовала автобиографию Foi Assim — Так это было.

## Семейная жизнь
В первом браке — с Карлушем Бриту — Зита Сеабра имела двух дочерей. В 1983 развелась с Бриту и вышла замуж за известного медика Жуана Гимараеша. В этом браке имеет сына.